# Доброволье (Харьковская область)
Доброволье (укр. Добровілля), село, 
Добровольский сельский совет,
Близнюковский район,
Харьковская область.
Код КОАТУУ — 6320682501. Население по переписи 2001 г. составляет 724 (334/390 м/ж) человека.
Является административным центром Добровольского сельского совета, в который, кроме того, входят сёла
Берестовое,
Анновка,
Одинецкое и
Якововка.

## Географическое положение
Село Доброволье находится на расстоянии 198 км от Харькова и в 17 км от Близнюков на левом берегу реки Опалиха на трассе Харьков-Донбасс, есть мосты.
На противоположном берегу находится село Анновка, примыкает село Федоровка.

## Происхождение названия
На территории Украины 4 населённых пункта с названием Доброволье.

## История
- 1630-е - дата основаниясела Надержиново. Основано царскими "служилыми людьми" для защиты от татарских набегов; название произошло от "держать границу".
- Добровольем слобода начала называться после переселения туда черкас.; каждому переселенцу -главе семейства "по доброй воле" правительство выплачивало по 5 рублей (атаманам - по 7).
- В начале 18 века слобода делилась на 8 сотен, названия которых сохранились до сих пор (например, Фёдоровка - 8 сотня).
- В 1706 году слобода отнесена к Азовской губернии, в 1719 - к Киевской, в 1802 - к Павлоградскому уезду Екатеринославской губернии.
- В 1858 году население составляло 1998 человек и имело 359 дворов; основная часть земли принадлежала графу Сумарокову.
- В 1900 - 3200 человек населения.
- В 1931 году в селе созданы три колхоза - "Гигант", имени Климента Ворошилова и имени Скрыпника.
- В 1934 году создана МТС.
- В ноябре 1941 года село оккупировано немецкими войсками, в сентябре 1943 освобождено.
- В 1941 году в селе работали семилетняя школа, клуб на 300 человек, библиотека, больница, детский сад, ясли, столовая.
- В 1966 году население составляло 826 человек.; работал колхоз "Большевик" с 6283 га земли.

## Экономика
- В селе есть несколько молочно-товарных и свино-товарная фермы.
- Сельскохозяйственное ООО «ЛАН».
- Учебное хозяйство.
- Больница.

## Культура
- Детский сад.
- Школа.
- Клуб.
- Стадион.

## Достопримечательности
- Братская могила советских воинов и жертв фашизма. Похоронены 88 воинов.
- Памятный знак воинам-односельчанам 1941-1945 гг.